# Leuculopsis vagula
Leuculopsis vagula är en fjärilsart som beskrevs av Paul Dognin 1908. Leuculopsis vagula ingår i släktet Leuculopsis och familjen mätare. Inga underarter finns listade i Catalogue of Life.